# Casaletto di Sopra
Casaletto di Sopra je italská obec v provincii Cremona v regionu Lombardie. Žije zde 507 obyvatel.

## Poloha
Obec leží u hranic provincie Cremona s na provincií Bergamo.

### Sousední obce
| Růžice kompasu | Camisano  | Barbata (BG)       | Fontanella (BG) | Růžice kompasu |
| Růžice kompasu | Ricengo   | Sever              | Soncino         | Růžice kompasu |
| Růžice kompasu | Ricengo   | Casaletto di Sopra | Soncino         | Růžice kompasu |
| Růžice kompasu | Ricengo   | Jih                | Soncino         | Růžice kompasu |
| Růžice kompasu | Offanengo | Romanengo          | Ticengo         | Růžice kompasu |

## Vývoj počtu obyvatel
Zdroj: 